# ФК Рампа
ФК Рампа је фудбалски клуб из Пожеге, а тренутно се такмичи у Zlatiborskoj okružnoj ligi, петом такмичарском нивоу српског фудбала.  

## Историја
ФК Рампа је фудбалски клуб из Пожеге из насеља Миловића ливаде. Први клуб који је основан у овом насељу је био ОФК "Радоје Миловић" који је основан 1981 године. Након ОФК "Радоја Миловића" који је иступио из такмичења средионом 80-тих, формиран је ФК "Пролетер" који се такмичио у Општинској лиги Пожега до почетка 90-тих година. Фудбал у овом насељу је поново оживео када је 2004 формиран клуб ФК "Миловић" који је 2005 године постао и првак Општинске лиге Пожега и пласирао се у Златиборску окружну лигу. ФК Миловић се такмичио и постојао у периоду од 2004 до 2007. ФК Рампа је основана 2007. године под именом ФК Ариљска рампа. Током 2020 године клуб мења назив у ФК Рампа. ФК Рампа је постала у сезони 2009/10 првак Општинске лиге Пожега и квалификовала се у виши ранг такмичења. Клуб је освојио Куп ОФС Пожега 22. октобра 2015. године победом над екипом Слоге из Пожеге резултатом 2:0. У финалу купа ОФС Златиборског округа 13. априла 2016. године, клуб је поражен од екипе ФАП-а из Прибоја резултатом 2:0. У сезони 2017/2018 ФК Рампа осваја друго место у Златиборској окружној лиги којим је изборила пласман у бараж за виши ранг такмичења — Западно-моравску зону. У баражу је играла са екипом Полета из Трбушана. У првој утакмици, која је одиграна 17. јуна 2018. године, ФК Рампа је победила са 1:0, док је у другој утакмици, која је одиграна 3 дана касније у гостима, поражена са 4:0 и тиме није успела да се пласира у зонски степен такмичења.  У сезони 2019/2020 ФК Рампа постаје првак Златиборске окружне лиге и квалификује се у виши ранг такмичења Западно-моравску зону што је и највећи успех у историји клуба. У сезони 2020/2021 ФК Рампа је заузела последње место у Западно-моравској зони чиме је испала у нижи ранг такмичења Златиборску окружну лигу. ФК Рампа је организатор Турнира у малом фудбалу у Пожеги који организује од 2008 године. ФК Рампа је организатор Радничких спортских игара у Пожеги. Клуб је познат и по хуманитарном раду.

## Новији резултати
| Сезона   | Ранг | Лига                     | Позиција | ИГ | Д  | Н | П  | ГД | ГП | ГР  | Бод | Куп                  |
| -------- | ---- | ------------------------ | -------- | -- | -- | - | -- | -- | -- | --- | --- | -------------------- |
| 2020/21  | 4.   | Западно моравска зона    | 15       | 28 | 3  | 9 | 16 |    |    |     | 18  |                      |
| 2019/20  | 5.   | Златиборска окрлжна лига | 1.       | 14 | 11 | 0 | 3  | 25 | 7  | +18 | 33  | Није се квалификовао |
| 2018/19. | 5.   | Златиборска окружна лига | 6.       | 28 | 14 | 6 | 8  | 63 | 39 | +23 | 48  | Није се квалификовао |
| 2017/18. | 5.   | Златиборска окружна лига | 2.       | 30 | 18 | 6 | 6  | 64 | 25 | +39 | 60  | Није се квалификовао |
| 2016/17. | 5.   | Златиборска окружна лига | 3.       | 28 | 14 | 5 | 9  | 57 | 27 | +30 | 47  | Није се квалификовао |
| 2015/16. | 5.   | Златиборска окружна лига | 4.       | 26 | 14 | 3 | 9  | 56 | 24 | +32 | 45  | Није се квалификовао |
| 2014/15. | 5.   | Златиборска окружна лига | 2.       | 26 | 18 | 3 | 5  | 67 | 30 | +37 | 57  | Није се квалификовао |
| 2013/14. | 5.   | Златиборска окружна лига | 5.       | 26 | 13 | 4 | 9  | 63 | 42 | +21 | 43  | Није се квалификовао |
| 2012/13. | 5.   | Златиборска окружна лига | 10.      | 28 | 9  | 5 | 14 | 43 | 42 | +1  | 32  | Није се квалификовао |
| 2011/12. | 5.   | Златиборска окружна лига | 9.       | 30 | 13 | 4 | 13 | 35 | 40 | 5   | 43  | Није се квалификовао |
| 2010/11. | 5.   | Златиборска окружна лига | 13.      | 28 | 5  | 8 | 15 | 31 | 52 | -21 | 23  | Није се квалификовао |